# رونالد هيمو
رونالد هيمو (بالألمانية: Roland Hemmo) ، من مواليد 25 فبراير 1946م في ويسواسر شرق ألمانيا المحتلة ، وهو ممثل صوتي ألماني.

## وصلات خارجية
- رونالد هيمو على موقع IMDb (الإنجليزية)
- رونالد هيمو على موقع ألو سيني (الفرنسية)
- رونالد هيمو على موقع ميوزك برينز (الإنجليزية)
- رونالد هيمو على موقع قاعدة بيانات الأفلام السويدية (السويدية)
- رونالد هيمو على موقع ديسكوغز (الإنجليزية)
- رونالد هيمو على موقع قاعدة بيانات الفيلم (الإنجليزية)
- رونالد هيمو على موقع كينوبويسك (الروسية)
- Picture
- Soundfile نسخة محفوظة 5 فبراير 2012 على موقع واي باك مشين.
- Homepage نسخة محفوظة 4 أكتوبر 2016 على موقع واي باك مشين.
- Website
- German Database